# Dipterocarpus cinereus
Espèce
Classification phylogénétique
Statut de conservation UICN

 EW  : Éteint à l'état sauvage
Le Dipterocarpus cinereus est un grand arbre sempervirent de Sumatra appartenant à la famille des Diptérocarpacées.

## Répartition
Il ne se trouve plus à l'état naturel que sur l'île de Musala, au nord de Sumatra.

## Préservation
L'espèce était considérée comme éteinte du fait de la déforestation depuis 1998.
Des exemplaires ont été redécouverts en mars-avril 2013 par une équipe de l'Institut des Sciences d'Indonésie, une poignée d'arbres encore vivants ayant été découverts sur l'île de Musala, au nord de Sumatra ,.